# Élections législatives de 1951 dans le territoire du Sénégal
Les élections législatives françaises de 1951 se tiennent le 17 juin. Ce sont les deuxièmes élections législatives de la Quatrième République.

## Mode de scrutin
Le mode d'élection choisit pour ce département est la représentation proportionnelle plurinominale suivant la méthode du plus fort reste.
Dans le territoire du Sénégal, deux députés sont à élire.

## Élus
| Député sortant        | Parti | Parti | Député élu ou réélu   | Parti | Parti |
| --------------------- | ----- | ----- | --------------------- | ----- | ----- |
| Léopold Sédar Senghor |       | BDS   | Léopold Sédar Senghor |       | BDS   |
| Amadou Lamine-Guèye   |       | SFIO  | Abbas Guèye           |       | BDS   |

## Résultats

### Résultats à l'échelle du département
| Parti    | Parti    | Candidat              | Résultats | Résultats | Sièges | Sièges |
| Parti    | Parti    | Candidat              | Voix      | %         |        |        |
| -------- | -------- | --------------------- | --------- | --------- | ------ | ------ |
|          | BDS      | Léopold Sédar Senghor | 213 407   | 67,82     | 2      |        |
|          | SFIO     | Amadou Lamine-Guèye   | 96 469    | 30,66     | 0      |        |
|          | RPF      | M. Brault             | 5 033     | 15,99     | 0      |        |
|          |          |                       |           |           |        |        |
| Inscrits | Inscrits | Inscrits              | 665 280   | 100,00    | 2      |        |
| Votants  | Votants  | Votants               | 316 166   | 47,52     |        |        |
| Exprimés | Exprimés | Exprimés              | 314 681   | 99,53     |        |        |